# Gralla occidental
La gralla occidental o simplement gralla, graula, cucala, cornella negra (caua al Gironès) (Coloeus monedula, antigament Corvus monedula) és una espècie d'ocell de l'ordre dels passeriformes i de la família dels còrvids present a l'Àfrica del Nord, tot Europa, l'Iran, nord-oest de l'Índia i Sibèria. Als Països Catalans és bastant abundant i es troba en expansió a les àrees urbanes, però en regressió al sud del Principat de Catalunya. Tant a l'estiu com a l'hivern, a Catalunya es troba principalment a les comarques de Ponent, a l'Empordà i a Barcelona. Va desaparèixer dels cingles vermells de les Guilleries arran de la construcció de l'Embassament de Sau. És també sedentària a l'interior i les Comarques Centrals del País Valencià i a la Catalunya Nord, i manca o és accidental a les Balears. És fàcil trobar-ne a ciutats europees, són hàbils voladors i són avesats a la presència humana. Cal no confondre amb la gralla de bec groc i la gralla de bec vermell que habiten usualment a alta muntanya.
Fa 33 cm de llargària. Plomatge molt fosc amb el cap de color gris clar. S'organitzen en colònies, les activitats dels membres de les quals són regulades segons una jerarquia social molt complexa, que també inclou la defensa comunitària de cadascun dels seus membres. Totes aquestes relacions han estat molt estudiades pel conegut etòleg Konrad Lorenz.
Fa un crit característic. El seu so estrident ha donat nom a un instrument musical de vent, variant de la dolçaina: La gralla.
El seu hàbitat comprèn les zones planes obertes, amb conreus on cerca l'aliment (insectes, patates, fruits, gra, però també carronya, ous i pollets) i que tinguin un clima temperat.
Enllesteixen un niu tot amuntegant branquillons i folrant-lo amb pèl o llana, en forats d'arbres, de penya-segats o en els murs de les construccions humanes (masos i torres de campanar). Al maig fan la posta, de 3 o 6 ous, i la femella, tota sola, els cova durant 18 dies. Els nounats volen després de 30 dies.

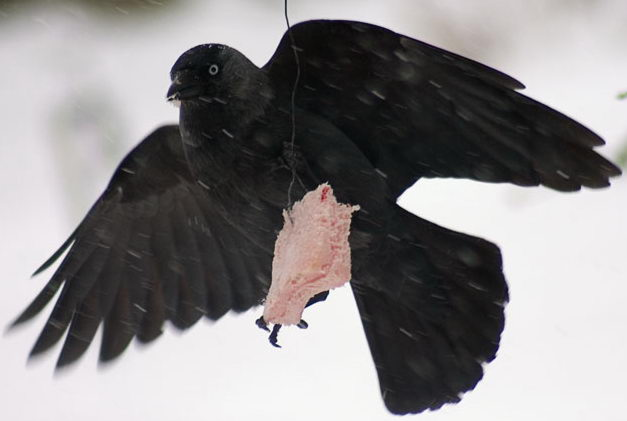
Gralla fotografiada a Polònia durant l'hivern.
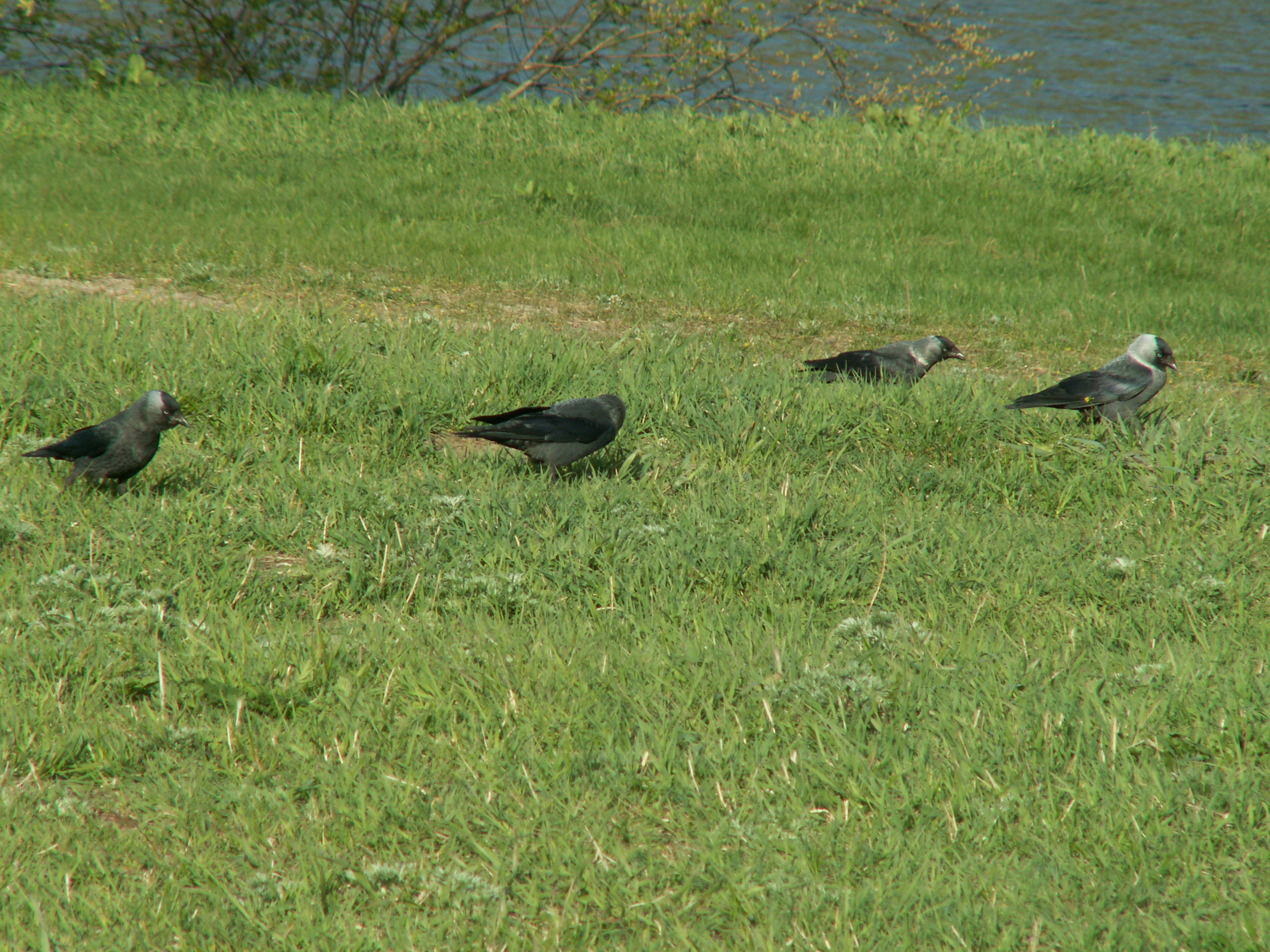
Un estol de gralles fotografiat a Rússia
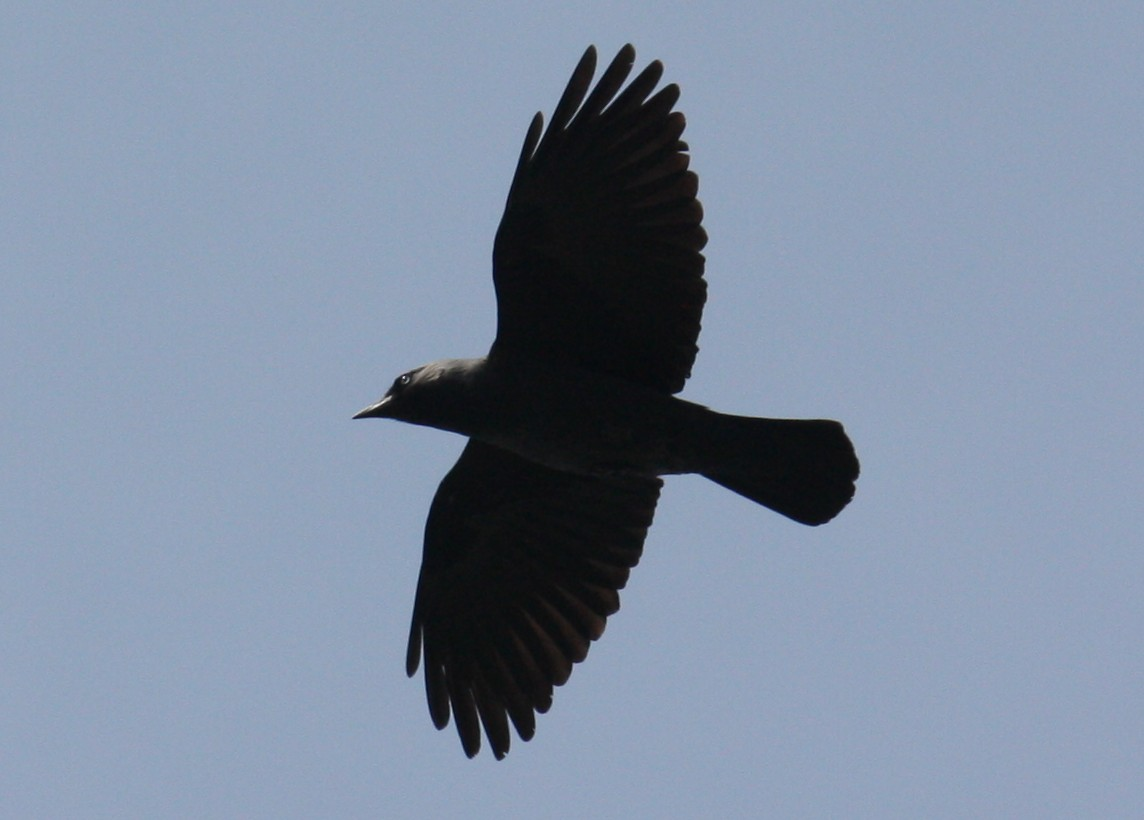
Una gralla volant
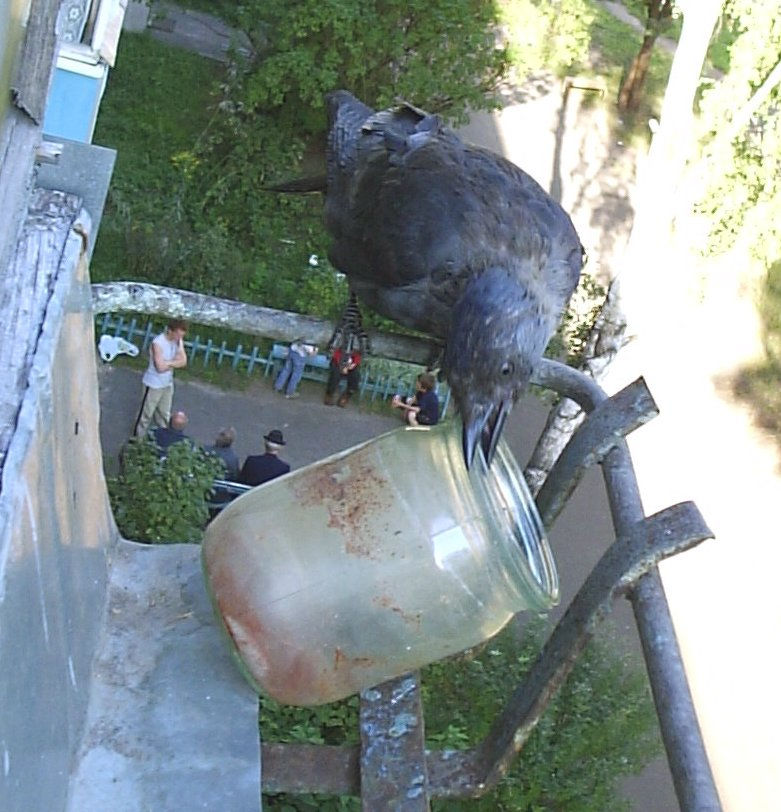
Una gralla manipulant un pot de vidre